# Machhour Mammadov
Machhour Mammadov est un homme politique azerbaïdjanais, membre de VIe législature de l'Assemblée nationale d'Azerbaïdjan.

## Biographie
Machhour Mammadov est né le 4 octobre 1963 dans le village d'Yeddioymag de la région de Masalli. Il est diplômé de la faculté d'organisation du travail et de normalisation de l'Institut national du pétrole et de la chimie d'Azerbaïdjan. Il parle russe.

### Carrière
M. Mammadov est président de l'Association des fabricants de meubles d'Azerbaïdjan.
Il est membre de la commission des ressources naturelles, de l'énergie et de l'écologie de l'Assemblée nationale, de la commission de la politique économique, de l'industrie et de l'entrepreneuriat et de la commission disciplinaire. Il est membre de groupes de travail sur les relations avec les parlements du Biélorussie, de la Jordanie, de la Moldavie, de la Norvège, de la Pologne et de l'Ukraine.
Il est membre de la délégation azerbaïdjanaise à l'Union interparlementaire.

## Prix
- Médaille de Taraggui
- Médaille du jubilé du 100e anniversaire de la République Démocratique d'Azerbaïdjan (1918-2018)